# A szökés (film, 1972)
A szökés (eredeti cím: The Getaway) 1972-ben bemutatott amerikai bűnügyi film Steve McQueen és Ali MacGraw főszereplésével. A forgatókönyvet Jim Thompson azonos című regénye alapján Walter Hill írta, a rendező Sam Peckinpah.

## Szereplők
| Szereplő            | Színész         | Magyar hang     |
| ------------------- | --------------- | --------------- |
| Carter „Doc” McCoy  | Steve McQueen   | Epres Attila    |
| Carol Ainsley McCoy | Ali MacGraw     | Horváth Lili    |
| Jack Beynon         | Ben Johnson     | Pálfai Péter    |
| Fran Clinton        | Sally Struthers | Murányi Tünde   |
| Rudy Butler         | Al Lettieri     | Seress Zoltán   |
| Laughlin            | Dub Taylor      | Csurka László   |
| Cowboy              | Slim Pickens    | Makay Sándor    |
| Harold Clinton      | Jack Dodson     | Katona Zoltán   |
| A tolvaj            | Richard Bright  | Várkonyi András |
| Frank Jackson       | Bo Hopkins      | Dévai Balázs    |

## Történet
Doc McCoy, a mestertolvaj tisztában van vele, hogy a felesége azért feküdt le a helyi politikai hatalmassággal, hogy őt kiszabadítsa a börtönből. Azzal azonban nincs tisztában, hogy szabadulása után sorozatos átverés és árulás vár rá, amikor élete legnagyobb rablására vállalkozik. Ellenfeleinek azonban arról nincs fogalmuk, ha Doc McCoyjal húznak ujjat, nem lesz egyszerű megszabadulniuk tőle.
Steve McQueen és Ali McGraw főszereplésével Sam Peckinpah a korszak egyik klasszikus akciófilmjét alkotta meg. A forgatás Texas tájain folyt, mégpedig a jelenetek cselekménybeli sorrendjében, a huntsville-i Állami Fegyháztól az El Paso-i határnál bekövetkező emlékezetes befejezésig.

## Remake
1994-ben elkészült a film új változata Alec Baldwin és Kim Basinger főszereplésével. Magyarországon Szökésben címmel került forgalmazásba.

## El Rey
A legfőbb különbség a regény és a film között, hogy a könyv végső jelenete egy fiktív mexikói kisvárosban, El Reyben játszódik. Ez a város tele van bűnözőkkel, akik ráébredtek, hogy nincs hová menekülniük. A szekvencia kimaradt a film végső változatából, ám akadnak jelentősebb produkciók, melyek utalnak rá, úgymint az Alkonyattól pirkadatig.

## Érdekességek
- Eredetileg Jim Thompson írót kérték fel, hogy saját regényét adaptálja a vászonra. Thompson négy hónapig dolgozott a szkripten, megalkotta az első vázlatot, a könyvétől eltérő jeleneteket és részeket. A forgatókönyv tartalmazta az eredeti határközeli, szürrealisztikus befejezést, ami a könyvben szerepel, El Rey királyságát. Steve McQueen azonban úgy érezte, a befejezés túl depresszív, így Thompsont Walter Hill forgatókönyvíró váltotta fel.
- A filmet az MPAA, az amerikai korhatár-besoroló bizottság a „PG” kategóriába jelölte, ami a „szülői felügyelettel ajánlott”-nak felel meg. Néhány évvel később úgy vélték, hibát követtek el ezzel a besorolással, s az ítélőszék szerint az akkor még csak eggyel magasabb kategóriába, az „R”-be (17 éven felülieknek) kellett volna kategorizálni. Az Egyesült Királyságban első körben „X”-et kapott a film (18 éven felülieknek).
- McQueen Colt Government M1911A1-est használ a filmben.[1]
- McQueen a forgatáson ismerte meg Ali McGraw-t, aki néhány év után hagyta ott férjét, Robert Evanst, és McQueen második felesége lett.